# 古列齒亞綱
古列齒亞綱（學名：Palaeotaxodonta），亦作古栉齿亚纲或古多齿亚纲，原是雙殼綱的一個亞綱，現時已棄用。其原來所屬物種，今併入原鰓亞綱，特別是弯锦蛤目(Nuculoida)。
現時本分類只餘下無法歸入現有分類的化石分類。

## 分類
目前本綱之下還有一個分類：
- Tironuculidae
  - Natasiinae
  - Tironuculinae

## 參看
- 瓣鳃类 (Autolamellibranchiata 或 Lamellibranchia)[2]
- 隱齒目 (Cryptodonta)：亦作隐齿亚纲。
- Isofilibranchia：包括贻贝目（Mytiloida）。
- 新栉齿目 Neotaxodonta Korobkov, 1954[1][2]
- 列齒亞綱